# بوشهری (نام خانوادگی)
بوشهری (منسوب به بوشهر) ممکن است نامی خانوادگی برای یکی از این افراد باشد:
- سید عبدالله بلادی بوشهری از مجتهدان شیعه
- جواد بوشهری وزیر راه دولت محمد مصدق
- سید هاشم حسینی بوشهری مجتهد شیعه و نماینده مجلس خبرگان رهبری
- غلامعلی صفایی بوشهری نماینده ولی فقیه در بوشهر
- محمد صادق بوشهری سیاستمدار ایرانی
- لیلا بوشهری هنرپیشه